# Norbert Düwel
Norbert Düwel (* 5. Januar 1968 in Altötting) ist ein ehemaliger deutscher Fußballspieler, heutiger -trainer und Autor.

## Karriere

### Anfänge
Düwel spielte als Amateur in der Bayernliga für den  SV Türk Gücü München und Wacker Burghausen. Seine Trainerkarriere begann er zur Saison 2006/07 beim TSV Gräfelfing. Im Jahr 2007 erwarb Düwel die UEFA Pro Lizenz beim Schweizer Fußballverband und schloss als Jahrgangsbester ab. Nach fünf Niederlagen in Folge in der Saison 2007/08 beendete Düwel sein Engagement in Gräfelfing. Es folgten Hospitationen bei Ajax Amsterdam, dem FC Basel, Bayern München, Schalke 04, Inter Mailand und Manchester United. Für Manchester United arbeitete Düwel 2008 und 2009 unter Alex Ferguson zunächst im internationalen Scouting, anschließend als Gegneranalyst für Champions-League-Spiele. Im Sommer 2010 wurde Düwel Co-Trainer von Mirko Slomka bei Hannover 96 und war drei Jahre lang für die Trainingssteuerung verantwortlich. Im Sommer 2013 beendete er sein Engagement bei den Niedersachsen auf eigenen Wunsch, um künftig als Cheftrainer zu arbeiten. Nebenbei war er von 2007 bis 2009 auch Trainer der deutschen Studentinnen-Nationalmannschaft.
Von 2005 bis 2010 war er Sportdozent für Fußball an der Technischen Universität München. Während dieser Zeit leitete er die Hochschulsport-Abteilung Ballsport und Spiele der ZHS München.

### 1. FC Union Berlin
Zur Saison 2014/15 übernahm Düwel den Posten des Cheftrainers beim 1. FC Union Berlin. In seiner Debütsaison führte er die Mannschaft nach einer schwierigen Anfangsphase auf den 7. Tabellenplatz mit einer durchschnittlichen Punkteausbeute von 1,38 Punkten pro Spiel. Wie bereits seinem Vorgänger Uwe Neuhaus sollte es aber auch Düwel nicht gelingen, das Team im DFB-Pokal voranzubringen, schied man doch bereits in der ersten Runde aus. Dies sollte sich auch am Beginn der Folgesaison nicht ändern. Nach einem abermaligen Ausscheiden in der ersten Pokalrunde und nur vier Punkten aus fünf Ligaspielen endete für Düwel das ursprünglich auf drei Jahre festgesetzte Engagement bei den Berlinern. Am 31. August 2015 trennte sich der Verein von ihm, nachdem man kurz zuvor im Heimspiel gegen den Ligafavoriten RB Leipzig unentschieden gespielt hatte.

## Veröffentlichungen
Neben seiner Tätigkeit als Fußballtrainer hat Düwel zwei Bücher zum Thema Fußball publiziert:
- Richtig Frauenfußball, BLV Verlag, München 2005, ISBN 978-3405167899
- Dribbeln, passen, schießen – Profi-Tipps für Kids, BLV Verlag, München 2007, ISBN 978-3835401310